# Resolució 1704 del Consell de Seguretat de les Nacions Unides
La Resolució 1704 del Consell de Seguretat de les Nacions Unides fou adoptada per unanimitat el 25 d'agost de 2006. Després de reafirmar les resolucions anteriors a Timor Oriental, en particular les resolucions 1599 (2005), 1677 (2006), 1690 (2006) i 1703 (2006), el Consell va establir Missió Integrada de les Nacions Unides a Timor Oriental (UNMIT) per un període inicial de sis mesos.
L'aprovacoçó de la resolució va veure la UNMIT reemplaçant l'Oficina de les Nacions Unides a Timor Oriental (UNOTIL), la cinquena missió en set anys.

## Resolució

### Observacions
El Consell va lloar Timor Oriental per intentar resoldre els conflictes polítics, però era preocupat per la fragilitat de la situació. Hi havia un suport total per a les tropes enviades per Austràlia, Malàisia, Portugal i Nova Zelanda en un intent de restablir l'estabilitat. També va considerar que les eleccions parlamentàries i presidencials suposarien un pas endavant en l'enfortiment de la democràcia del país.
Mentrestant, el Consell va reafirmar la necessitat de rendició de comptes dels delictes comesos a Timor Oriental durant la violència de 1999.

### Actes
La resolució va establir la UNMIT per un període de sis mesos, amb la intenció de renovacions posteriors. Consistiria en 1.608 membres de la policia amb 34 oficials d'enllaç militar i funcionaris. La missió esteria encapçalada pel Representant Especial del Secretari General i tindria el següent mandat:
- Oferir suport al govern;
- Donar suport a les pròximes eleccions;
- Donar suport a la policia en la restauració de l'ordre;
- Establir una presència en els districtes fronterers;
- Assistir al govern en reforma de la Força de Defensa de Timor Oriental;
- Enfortir les institucions estatals;
- Enfortir els drets humans en les institucions i promoure la justícia i la reconciliació;
- Facilitar la prestació d'assistència humanitària;
- Coordinar amb organismes, fons, programes i donants de les Nacions Unides;
- Considerar la igualtat de gènere i les necessitats dels nens en el mandat de la missió;
- Proporcionar informació al públic en general, especialment pel que fa a les eleccions de 2007;
- Assegurar la seguretat del poble timorès oriental;
- Controlar el progrés en totes les àrees anteriors.

Es va instar al Secretari General Kofi Annan a concloure un status of forces agreement amb el govern de Timor Oriental. Mentrestant, Timor Oriental va ser convocat per garantir eleccions lliures i justes. Finalment, es va demanar al Secretari General que informés sobre els esdeveniments sobre el terreny, incloent l'assegurament del compliment de la política de tolerància zero en exportació sexual; en aquest context, es considerarien nous canvis en el mandat o la composició de la missió.